# 孟加拉国维基媒体协会
孟加拉国维基媒体协会（উইকিমিডিয়া বাংলাদেশ ফাউন্ডেশন）是一个在孟加拉國注册的慈善組織，目的是支持孟加拉国的志愿者在维基百科这样的维基媒体基金會旗下的项目上的工作。它是一个由维基维基媒体基金会批准的维基媒体分會。截至2019年11月19日，它是南亚唯一的官方维基媒体分会，也是唯一在孟加拉语环境中运作的分会。